# Верховаж'є
Ве́рхова́ж'є (рос. Верховажье) — село, центр Верховазького району Вологодської області, Росія. Адміністративний центр Верховазького сільського поселення.

## Населення
Населення — 5025 осіб (2010; 5206 у 2002).
Національний склад (станом на 2002 рік):
- росіяни — 97 %